# Limnephilus ornatulus
Limnephilus ornatulus är en nattsländeart som beskrevs av Schmid 1965. Limnephilus ornatulus ingår i släktet Limnephilus och familjen husmasknattsländor. Inga underarter finns listade i Catalogue of Life.